# Simon Kofe
Simon Kofe, né vers 1983, est un juge puis homme politique tuvaluan, ministre des Affaires étrangères de 2019 à 2023. 

## Biographie
Fils d'un enseignant tuvaluan à l'université du Pacifique Sud à Suva aux Fidji, il est éduqué dans une école primaire des frères maristes dans cette même ville. Sa scolarité secondaire s'effectue dans diverses écoles alors que ses parents migrent entre plusieurs pays d'Océanie pour des raisons professionnelles. Il obtient un diplôme de licence de Droit (Bachelor of Laws) à l'université du Pacifique Sud, suivi d'un Master en Droit maritime international, et s'établit comme juge aux Tuvalu. En 2016, c'est lui qui préside la cour qui reconnaît l'ancien Premier ministre Apisai Ielemia coupable de corruption et prononce à son encontre une peine de prison d'un an.
Abandonnant cette fonction, il entre en politique en se présentant à une élection législative partielle dans la circonscription de Funafuti en novembre 2018. Il explique souhaiter contribuer au projet de réforme constitutionnelle dont doit débattre le Parlement, en y apportant son expérience de juriste, et agir également pour réduire la criminalité dans le pays. Élu avec 30,5 % des voix face à trois autres candidats, il siège sur les bancs de l'Opposition parlementaire au gouvernement du Premier ministre Enele Sopoaga durant les derniers mois de la législature 2015-2019. À l'âge de 35 ans, il est alors le plus jeune des seize membres de l'assemblée,. Il est réélu aux élections législatives de septembre 2019, remportées par l'Opposition. Il est nommé ministre des Affaires étrangères, de la Justice et des Communications dans le gouvernement que forme alors Kausea Natano.
Sa première tâche en tant que ministre des Affaires étrangères est de confirmer que le nouveau gouvernement maintient ses relations diplomatiques avec Taïwan, alors qu'au cours des jours précédents les gouvernements des Îles Salomon (sous le Premier ministre Manasseh Sogavare) et des Kiribati (sous le président Taneti Maamau) ont tous deux rompu les leurs avec Taïwan pour reconnaître la République populaire de Chine. Dans le même temps, en sa qualité de ministre de la Justice, il annonce qu'à la demande du gouvernement, la Gouverneur-générale par intérim, Teniku Talesi, a suspendu le président de la Haute Cour, Charles Sweeney. Le gouvernement estime que ce dernier est trop proche de membres du gouvernement sortant, et que le président de la Cour ne devrait pas à l'avenir être nommé par le gouvernement,.
En novembre 2019 il annonce que le gouvernement tuvaluan rejette l'offre d'entreprises publiques chinoises de construire des îles artificielles pour aider les Tuvalu à faire face au réchauffement climatique, en échange d'une rupture des relations diplomatiques tuvaluanes avec Taïwan. Simon Kofe annonce qu'au contraire son pays entend bâtir une concertation plus étroite avec les trois autres États océaniens qui reconnaissent Taïwan -les îles Marshall, Nauru et les Palaos- afin de « contrer l'influence » de la Chine. Il critique les dettes qu'ont entraîné les prêts chinois à d'autres pays océaniens, et le risque que la Chine veuille « acheter nos îles », voire établir « des bases militaires dans notre partie du monde ».
Le 20 novembre, il visite Taïwan et est reçu par la présidente Tsai Ing-wen. Celle-ci le remercie pour son soutien et promet de poursuivre l'aide aux Tuvalu en matière d'éducation, de santé, de développement économique et de résilience face au réchauffement climatique.
En novembre 2021, il participe à distance à la Conférence de Glasgow sur les changements climatiques (COP 26) par une allocution vidéo pré-enregistrée dans laquelle il s'exprime en se tenant dans l'océan jusqu'aux genoux devant le drapeau des Nations unies et le drapeau des Tuvalu. L'année suivante, en novembre 2022, il annonce qu'en réponse à l'élévation du niveau de la mer, les Tuvalu se reproduiront dans le métavers. Cette annonce donne lieu au lancement par le gouvernement du site web tuvalu.tv, qui se veut « un espace virtuel où les Tuvaluans peuvent être en contact les uns avec les autres, explorer leur ascendance et leur culture, et accéder à de nouvelles opportunités en termes de commerce ». Il se veut également « une réplique permanente » du pays sur Internet, pour faciliter le maintien de sa souveraineté alors que le territoire physique du pays est menacé par la montée des eaux et le réchauffement climatique.
Il démissionne de sa fonction de ministre en juillet 2023 pour présider une commission parlementaire chargée de proposer des amendements à la Constitution des Tuvalu. Ce travail aboutit à une réforme constitutionnelle approuvée par le Parlement en septembre et qui inscrit dans la Constitution la perpétuité de la souveraineté tuvaluane même si le pays devenait inhabitable ; la suprématie des valeurs coutumières autochtones de consensus et de coopération par rapport aux droits et aux libertés individuels ; l'interdiction de la discrimination fondée sur le genre ou le handicap sauf lorsque ces discriminations se justifient par les « valeurs traditionnelles » tuvaluanes ; l'affirmation de l'identité chrétienne de la nation ; et la reconnaissance de l'autorité des falekaupule (en) (assemblées des anciens) de chaque île.
Réélu député aux élections législatives de janvier 2024, il est nommé ministre du Transport, de l'Énergie, des Communications et de l'Innovation par le nouveau Premier ministre Feleti Teo.